# Лижні перегони на зимових Олімпійських іграх 2018 — командний спринт (чоловіки)
Змагання з лижних перегонів в командному спринті серед чоловіків на зимових Олімпійських іграх 2018 пройшли 21 лютого в Центрі лижних перегонів і біатлону «Альпензія» (Пхьончхан, Південна Корея).

## Результати
Q — кваліфікувались у наступний раунд
LL — щасливий лузер
PF — фотофініш

### Півфінали
| Місце | Забіг | Номер | Країна                       | Спортсмени                                  | Час      | Нотатки |
| ----- | ----- | ----- | ---------------------------- | ------------------------------------------- | -------- | ------- |
| 1     | 1     | 15    | Спортсмени-олімпійці з Росії | Денис Спіцов Олександр Большунов            | 15:58.84 | Q       |
| 2     | 1     | 16    | Швеція                       | Маркус Гельнер Калле Гальварссон            | 15:58.99 | Q       |
| 3     | 1     | 19    | Німеччина                    | Себастьян Айзенлауер Томас Бінг             | 16:00.55 | LL      |
| 4     | 1     | 18    | Фінляндія                    | Мартті Юльхя Рістоматті Хакола              | 16:01.41 | LL      |
| 5     | 1     | 20    | Чехія                        | Мартін Якш Алеш Разим                       | 16:08.78 | LL      |
| 6     | 1     | 17    | Велика Британія              | Ендрю Масгрейв Ендрю Янг                    | 16:30.62 |         |
| 7     | 1     | 21    | Білорусь                     | Михайло Семенов Юрій Остапенко              | 16:32.31 |         |
| 8     | 1     | 22    | Австрія                      | Бернгард Трітшер Домінік Балдоф             | 16:43.69 |         |
| 9     | 1     | 24    | Румунія                      | Паул Константін Пепене Alin Florin Cioancă  | 16:52.38 |         |
| 10    | 1     | 25    | Іспанія                      | Іманоль Рохо Марті Віго дель Арко           | 16:59.83 |         |
| 11    | 1     | 26    | Словенія                     | Міха Шименць Janez Lampič                   | 17:24.79 |         |
| 12    | 1     | 28    | Литва                        | Мантас Строля Модестас Вайчуліс             | 17:41.73 |         |
| 13    | 1     | 27    | Південна Корея               | Кім Магнус Кім Ин Хо                        | 17:56.71 |         |
| 14    | 1     | 23    | Туреччина                    | Омер Айчичек Гамза Дурсун                   | 18:45.78 |         |
| 1     | 2     | 1     | Норвегія                     | Мартін Йонсруд Сунбю Йоганнес Гесфлот Клебо | 16:03.97 | Q       |
| 2     | 2     | 4     | Франція                      | Моріс Маніфіка Рішар Жув                    | 16:04.45 | Q       |
| 3     | 2     | 6     | США                          | Ерік Бйорнсен Саймі Гемілтон                | 16:04.69 | LL      |
| 4     | 2     | 3     | Італія                       | Дітмар Неклер Федеріко Пеллегріно           | 16:07.19 | LL      |
| 5     | 2     | 7     | Канада                       | Лен Вяльяс Алекс Гарві                      | 16:07.24 | LL      |
| 6     | 2     | 2     | Швейцарія                    | Роман Фюргер Даріо Колонья                  | 16:10.52 |         |
| 7     | 2     | 10    | Польща                       | Домінік Бурий Мацей Старенга                | 16:21.83 |         |
| 8     | 2     | 5     | Казахстан                    | Денис Волотка Олексій Полторанін            | 16:30.10 |         |
| 9     | 2     | 8     | Естонія                      | Марко Кільп Карел Тамм'ярв                  | 16:30.30 |         |
| 10    | 2     | 11    | Україна                      | Андрій Орлик Олексій Красовський            | 17:32.50 |         |
| 11    | 2     | 12    | Словаччина                   | Петер Млинар Андрей Сегеч                   | 17:34.12 |         |
| 12    | 2     | 9     | Болгарія                     | Йордан Чучуганов Веселин Цинзов             | 17:38.26 |         |
| 13    | 2     | 13    | Австралія                    | Каллум Вотсон Філліп Беллінгем              | 17:38.36 |         |
| 14    | 2     | 14    | Китай                        | Ван Цян Сунь Цинхай                         | 18:11.95 |         |

### Фінал
| Місце | Номер | Країна                       | Спортсмени                                  | Час      | Відставання |
| ----- | ----- | ---------------------------- | ------------------------------------------- | -------- | ----------- |
| 1     | 1     | Норвегія                     | Мартін Йонсруд Сунбю Йоганнес Гесфлот Клебо | 15:56.26 | —           |
| 2     | 15    | Спортсмени-олімпійці з Росії | Денис Спіцов Олександр Большунов            | 15:57.97 | +1.71       |
| 3     | 4     | Франція                      | Моріс Маніфіка Рішар Жув                    | 15:58.28 | +2.02       |
| 4     | 16    | Швеція                       | Маркус Гельнер Калле Гальварссон            | 15:59.33 | +3.07       |
| 5     | 3     | Італія                       | Дітмар Неклер Федеріко Пеллегріно           | 16:14.81 | +18.55      |
| 6     | 6     | США                          | Ерік Бйорнсен Саймі Гемілтон                | 16:16.98 | +20.72      |
| 7     | 20    | Чехія                        | Мартін Якш Алеш Разим                       | 16:24.83 | +28.57      |
| 8     | 7     | Канада                       | Лен Вяльяс Алекс Гарві                      | 16:31.86 | +35.60      |
| 9     | 18    | Фінляндія                    | Мартті Юльхя Рістоматті Хакола              | 16:32.30 | +36.04      |
| 10    | 19    | Німеччина                    | Себастьян Айзенлауер Томас Бінг             | 16:42.20 | +45.94      |